# Sazonowszczyzna (rejon wołożyński)
Sazonowszczyzna (biał. Сазонаўшчына; ros. Сазоновщина) – wieś na Białorusi, w obwodzie mińskim, w rejonie wołożyńskim, w sielsowiecie Dory.

## Historia
W czasach zaborów w okręgu wiejskim Czerniewo, w gminie Hermaniszki, w powiecie wilejskim, w guberni wileńskiej Imperium Rosyjskiego. W 1866 roku liczyła 64 mieszkańców (26 dusz rewizyjnych) w 7 domach. Należała do dóbr Czerniewo, własność Jaźwińskich.
W latach 1921–1945 wieś leżała w Polsce, w województwie wileńskim, w powiecie wilejskim, od 1927 roku w powiecie mołodeczańskim, w gminie Gródek.
Według Powszechnego Spisu Ludności z 1921 roku zamieszkiwało tu 95 osób, 16 było wyznania rzymskokatolickiego, 73 prawosławnego a 6 mojżeszowego. Jednocześnie 60 mieszkańców zadeklarowało polską, 29 białoruską a 6 żydowską przynależność narodową. Było tu 19 budynków mieszkalnych. W 1931 w 21 domach zamieszkiwały 104 osoby.
Wierni należeli do parafii rzymskokatolickiej i parafii prawosławnej w Gródku. Miejscowość podlegała pod Sąd Grodzki w Rakowie i Okręgowy w Wilnie; właściwy urząd pocztowy mieścił się w Gródku.
W wyniku napaści ZSRR na Polskę we wrześniu 1939 miejscowość znalazła się pod okupacją sowiecką. 2 listopada została włączona do Białoruskiej SRR. Od czerwca 1941 roku pod okupacją niemiecką. W 1944 miejscowość została ponownie zajęta przez wojska sowieckie i włączona do Białoruskiej SRR.
Od 1991 w składzie niepodległej Białorusi.